# Monodontomerus mexicanus
Monodontomerus mexicanus är en stekelart som beskrevs av Charles Joseph Gahan 1941. Monodontomerus mexicanus ingår i släktet Monodontomerus och familjen gallglanssteklar.
Artens utbredningsområde är:
- Costa Rica.
- Panama.

Inga underarter finns listade i Catalogue of Life.